# بخش زنده‌رود
بخش زنده‌رود به مرکزیت روستای نهرخلج از ترکیب دهستان‌های ورزق و قره بیشه در تابعیت شهرستان فریدن استان اصفهان ایران است.

## تقسیمات کشوری
- بخش زنده‌رود 
  - دهستان ورزق
  - دهستان قره بیشه

## جمعیت
براساس سرشماری عمومی نفوس و مسکن در سال ۱۳۹۵، جمعیت بخش زنده‌رود برابر با ۱۱،۲۷۰ نفر بوده‌است.